# Ruth Picardie
Ruth Nadine Picardie (* 1. Mai 1964 in Reading; † 22. September 1997 in London) war eine britische Journalistin. Picardie wurde mit ihrem autobiografischen Buch Es wird mir fehlen, das Leben (Before I say Goodbye) zur Bestsellerautorin. Auf der Sachbuch-Bestsellerliste des Magazins Der Spiegel erreichte das Buch im Mai 2000 Platz 12.

## Leben
Picardie besuchte die Llanishen High School in Cardiff und studierte anschließend in Cambridge, wo sie unter anderem Anthropologie am King’s College belegte. Nach dem Studium arbeitete Picardie unter anderem für das englische Frauenmagazin Mirabella und die Zeitung The Independent. Sie heiratete den Journalisten Matt Seaton und gebar 1995 Zwillinge. Im Jahr darauf erhielt Picardie die Diagnose Brustkrebs. Über den Verlauf ihrer Krankheit berichtete sie in Kolumnen im Life-Magazin der Zeitung The Observer. Weniger als ein Jahr nach der Diagnose starb Picardie im September 1997. Matt Seaton und Picardies Schwester Justine veröffentlichten nach Picardies Tod eine Sammlung der Kolumnen, eine Auswahl von Leserbriefen und Auszüge aus der E-Mail-Korrespondenz Picardies unter dem Titel Before I say Goodbye, unter dem auch bereits die Kolumne im Observer erschienen war.
Justine Picardie veröffentlichte 2001 das Buch If the Spirit Moves you. Life and Love After Death, das auf Deutsch unter dem Titel Noch einmal Deine Stimme hören. Leben nach dem Tod meiner Schwester erschien.

## Veröffentlichungen
- Es wird mir fehlen, das Leben. Rowohlt Verlag, Hamburg, 2007; ISBN 3-499-24422-5
- Before I Say Goodbye: With Contributions from Matt Seaton & Justine Picardie. Hörbuch, Penguin Audiobooks, 1998, ISBN 0-14-086860-7